# Лосев, Михаил Николаевич (строитель)
Михаил Николаевич Лосев — советский хозяйственный и государственный деятель, лауреат Государственной премии СССР за выдающиеся достижения в труде.

## Биография
Родился в 1929 году в селе Дмитриевка. Член КПСС.
В 1948—1968 — монтажник треста «Башнефтезаводстрой».
В 1968—1989 — монтажник, бригадир монтажников Уфимского проектно-строительного объединения.
В 1989—2000 — бригадир монтажников ООО «СУ Темп» в городе Уфа.
Заслуженный строитель РСФСР.
За внедрение эффективных форм хозяйствования был в составе коллектива удостоен Государственной премии СССР за выдающиеся достижения в труде 1975 года.
Делегат XXV съезда КПСС.
Умер в 2018 году в Уфе.

## Награды
- Орден Ленина (1971)
- Орден Трудового Красного Знамени (1966)